# 리헤드
리헤드(영어: Leahead)는 광저우 자동차 그룹과 토요타 자동차의 합작 투자로 2014년에 설립된 GAC 토요타의 전기 자동차 하위 브랜드였다.

## 주요 차종

### i1
2세대 토요타 비츠 5도어를 기반으로 한 전기 소형 해치백으로 주행 거리는 약 128 킬로미터 (80 mi)이다.22kWh 배터리가 장착되어 있으며 모터는 최대 70킬로와트(95마력)의 출력을 제공한다.

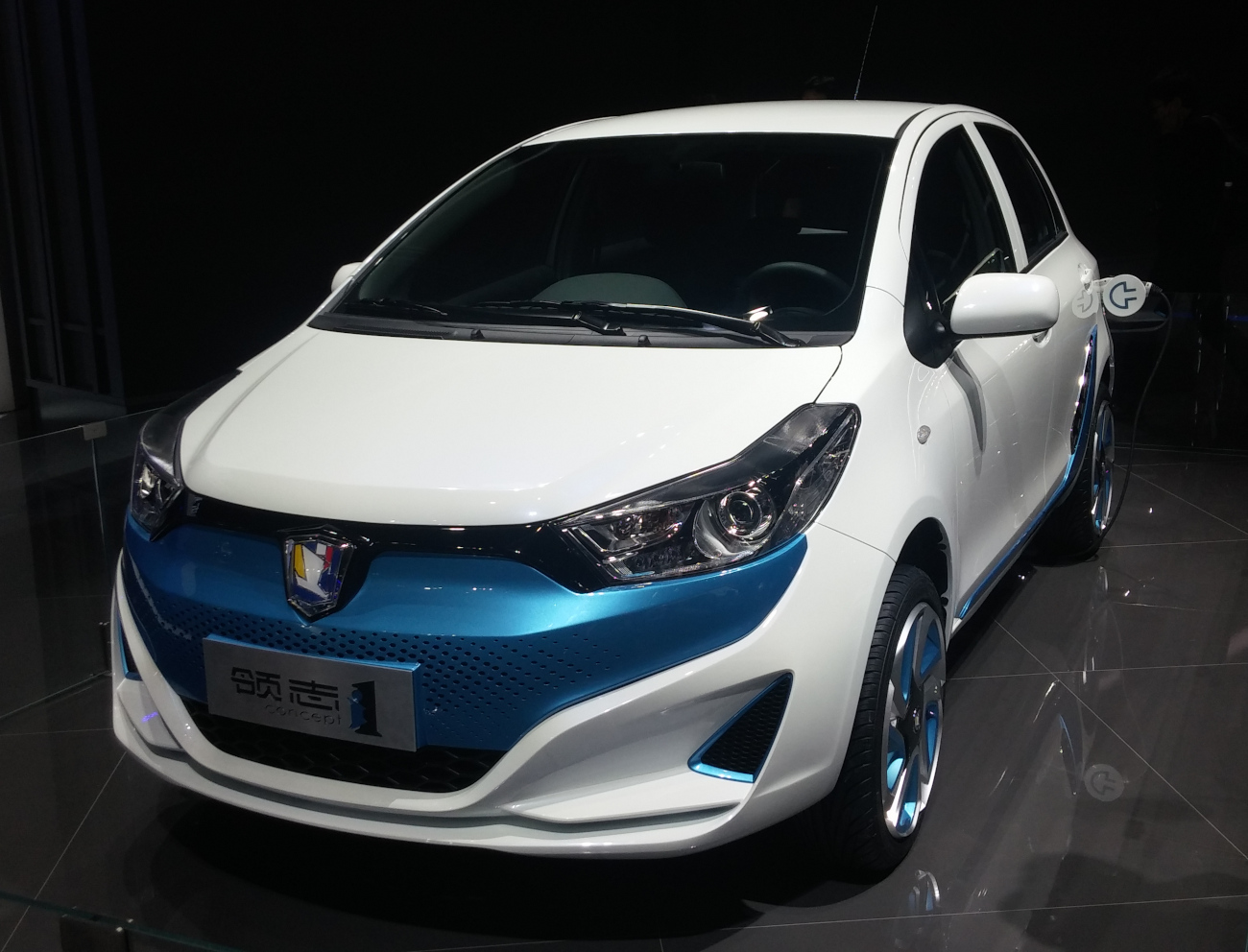
리헤드 i1 컨셉트
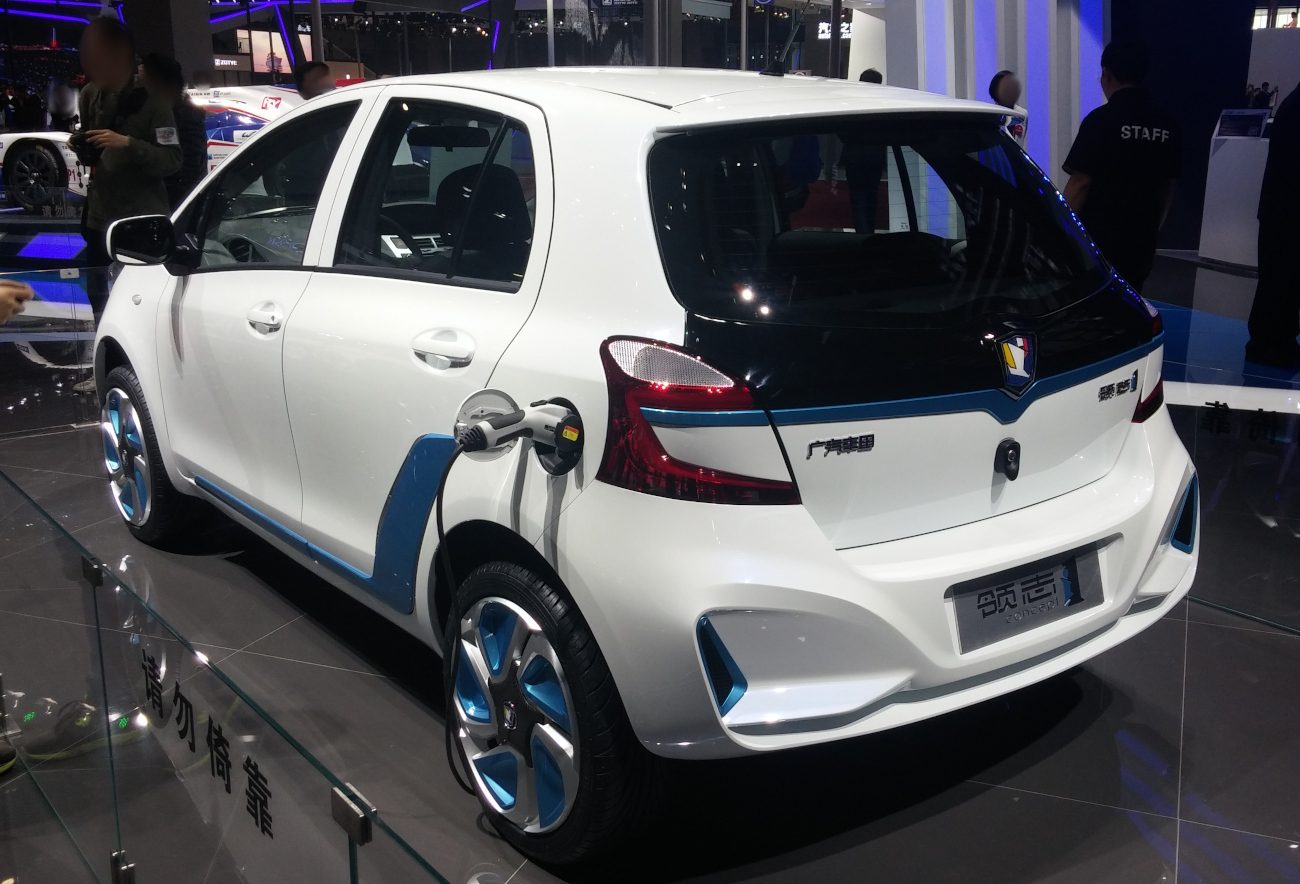
리헤드 i1 컨셉트

### iA5
GAC 뉴 에너지의 아이온 S를 기반으로 한 전기 소형 세단으로, 아이온 S와 다르게 전면과 후면이 새롭게 디자인되었다.

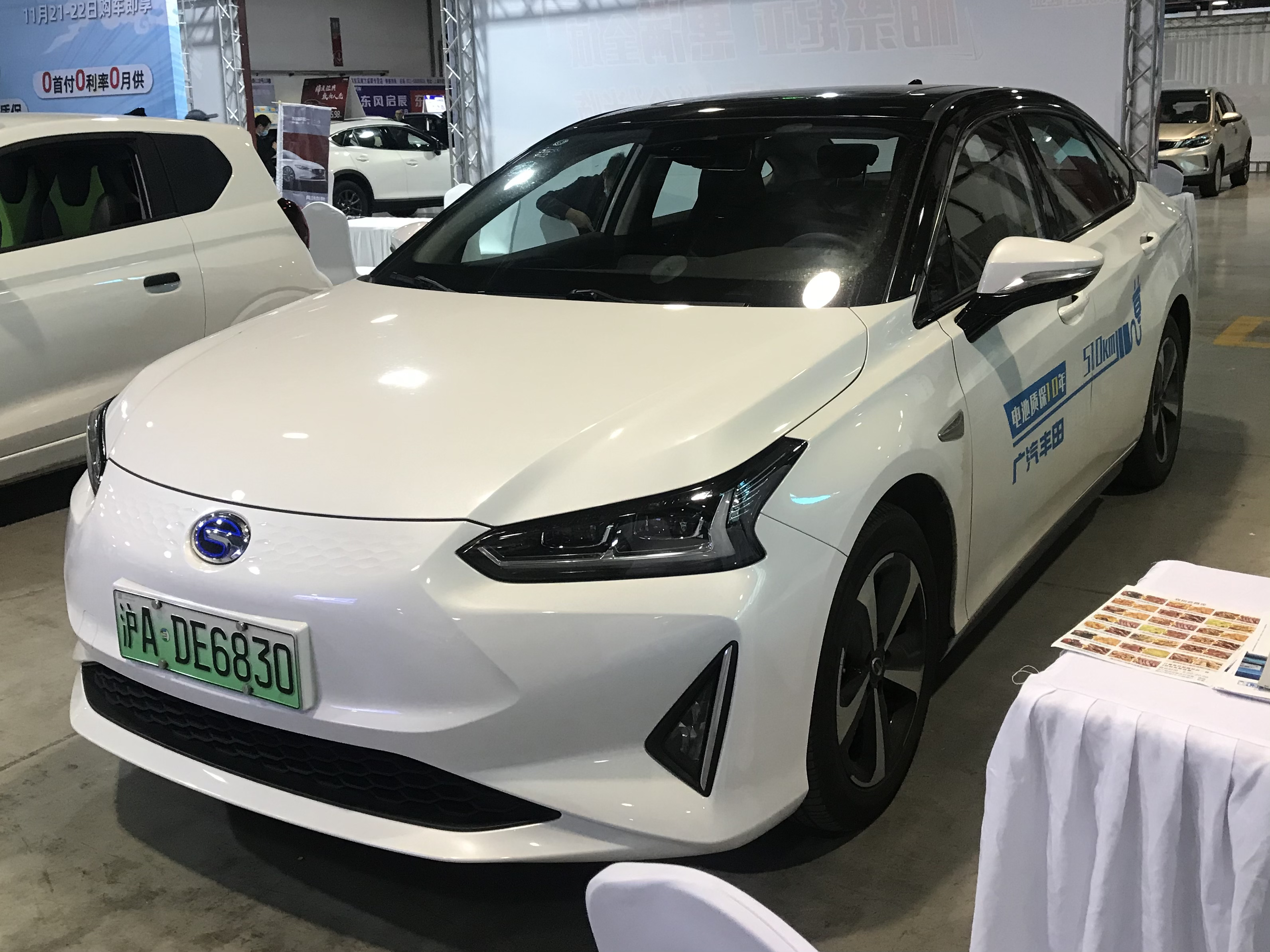
리헤드 iA5 (전면)
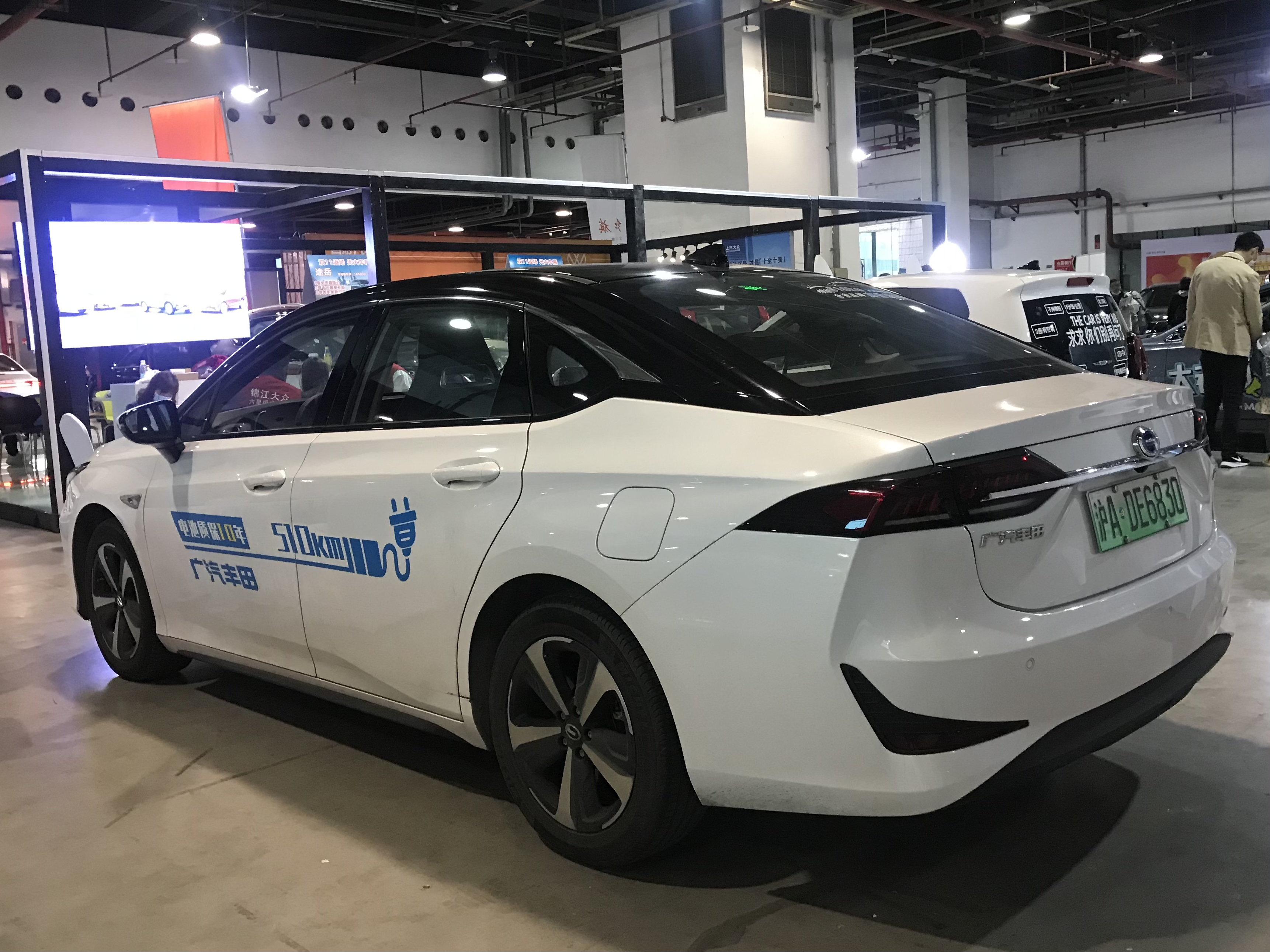
리헤드 iA5 (후면)

### iX4
트럼치 GS4 EV 페이스리프트를 기반으로 한 전기 컴팩트 크로스오버 SUV로, 2018년 청두 모터쇼에서 공개되었다.

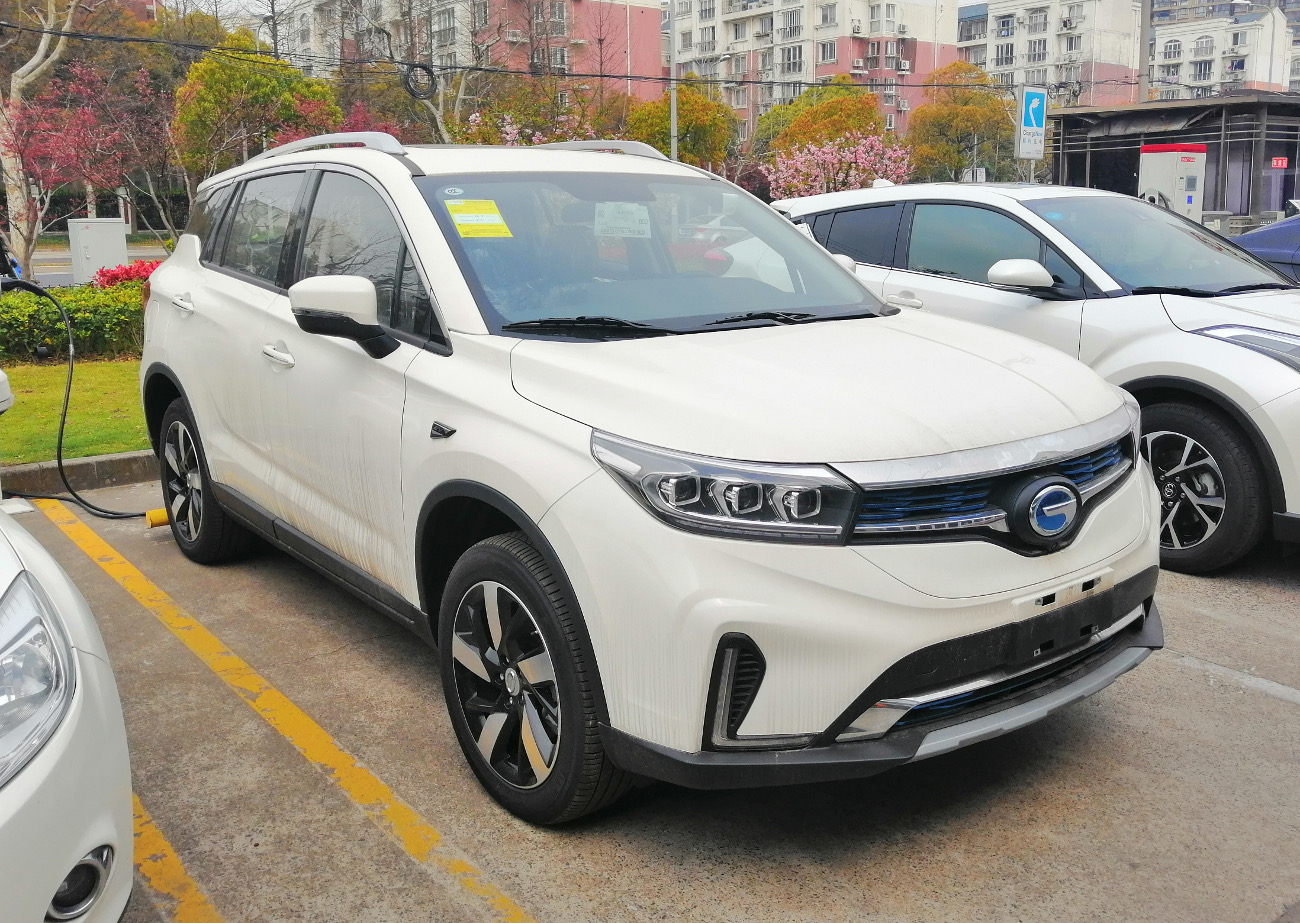
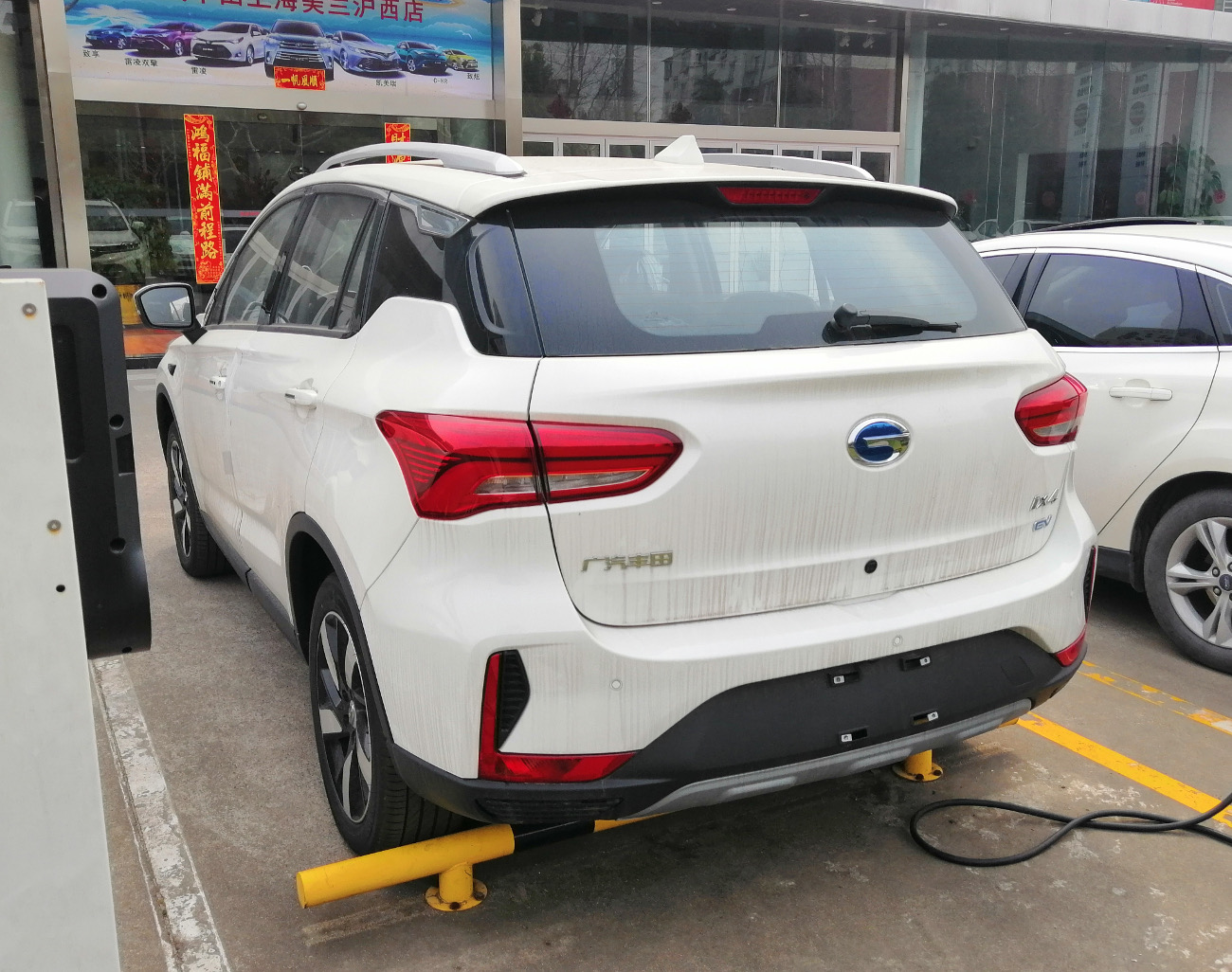